# Claus Hulverscheidt
Claus Hulverscheidt (* 1968) ist ein deutscher Wirtschaftsjournalist.

## Leben und Wirken
Während des Besuchs der  Kölner Journalistenschule studierte er zeitgleich in Köln Volkswirtschaftslehre. Zunächst arbeitete er als Wirtschaftsredakteur nachfolgend als Politikreporter bei der Nachrichtenagentur Reuters in Bonn. 1999 wechselte er mit dem Regierungsumzug zur Financial Times Deutschland (FTD) nach Berlin. Schwerpunkte seiner Tätigkeit waren dort die Steuer-, Haushalts- und Finanzmarktpolitik. Zudem begleitete er den Bundesfinanzminister auf dessen Auslandsreisen. 2003 übernahm er die Leitung der FTD-Inlandsredaktion, bevor er 2007 als stellvertretender Leiter ins Parlamentsbüro der SZ in Berlin. Von 2015 bis 2020 war Hulverscheidt SZ-Korrespondent in New York. Heute arbeitet er als Leitender Redakteur für Wirtschaftspolitik wieder in der Parlamentsredaktion.